# Nettuno
Nettuno és un municipi italià, situat a la regió del Laci i a la ciutat metropolitana de Roma Capital. L'any 2006 tenia 42.361 habitants.